# شط مروان
شط مروان  من بين أبرزالشطوط في الجزائر حيث تقع في ولاية المغير وتبلغ مساحتها حوالي 37000هآ وتعد ثاني أكبربحيرة وأخفض منطقة في الجزائر بـ: 40 متر تحت سطح البحر إضافة أنها تعد منطقة جذب سياحي كما تساهم في الإقتصاد إذ ويستخرج منها الملح

## جغرافيا

### جيولوجيا
تعود نشأت البحيرة للعصر الميوسيني والبليستوني الحديث نتيجة للضغط المصاحب لتشكل جبال الأطلس وتتواجد البحيرة داخل حوض طبيعي مغلق ويمثل كذلك سلسلة منخفضات من خليج قابس لغاية الصحراء الوسطى وتتواجد به أخفض نقطة في الجزائر بـ :40 م تحت سطح البحر كماتتواجد به محطة للأبحاث العلمية في مختلف العلوم الجيولوجية والبيئية والبيولوجية إضافة للصناعة الإستخراجية التي تستغل الملح

## وصف
وهي أراضٍ رطبة ذات مياه مالحة ودائمة ، تغذيها وادي الخروف ، ومياه الري الفائضة من بساتين النخيل والمياه الجوفية عند المنبع التي تستخدمها وتصرفها القرى المجاورة. يقع الموقع في منطقة من السهوب القاحلة ، ويوفر موطنًا لمجموعة رائعة من الطيور والأسماك المهاجرة والمستقرة ، بما في ذلك الأنواع المحلية غير المعروفة حتى الآن.
في عام 1999 ، تم إحصاء أكثر من 28000 طائر ، بما في ذلك أكثر من 14000 طائر النحام.
وقد لوحظ أيضًا مستنقع هارير وعقاب العقاب المهاجر. يتأثر توزيع الأنواع النباتية برطوبة التربة وملوحة التربة كما أن الغطاء النباتي يغذي القطعان ولكنه يستخدم بشكل رئيسي من قبل السكان المحليين للأسقف والتظليل.

## تهديدات ومخاطر
تشمل التهديدات التي يتعرض لها الطابع البيئي للموقع:
- التلوث [4] الناجم عن مياه الصرف الصحي غير المعالجة من بساتين النخيل المروية ،
- الصيد الغيرالمرخص ،
- الرعي الجائروالعشوائي ،
- تآكل الرياح.

## معرض صور

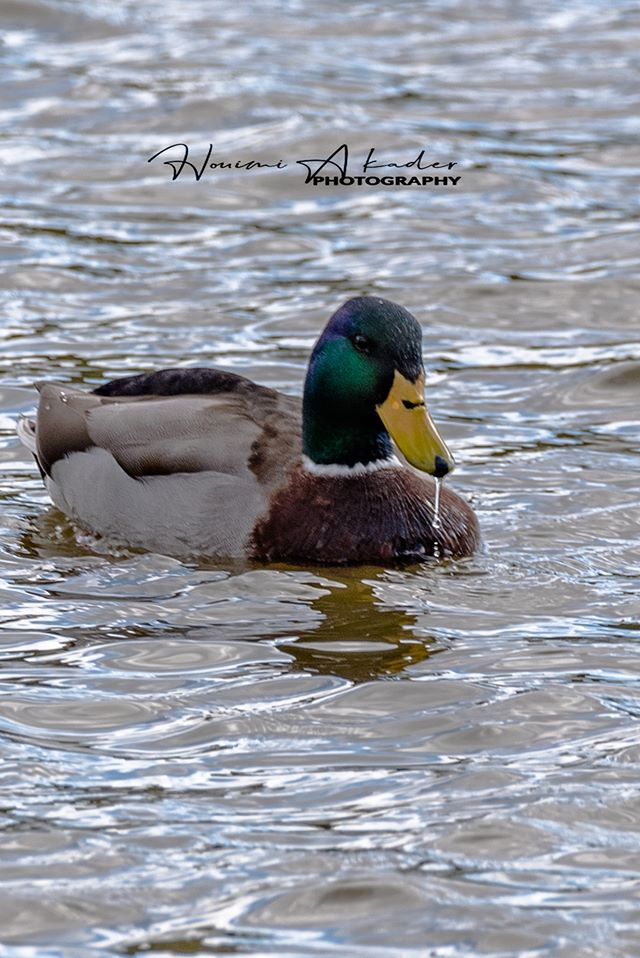
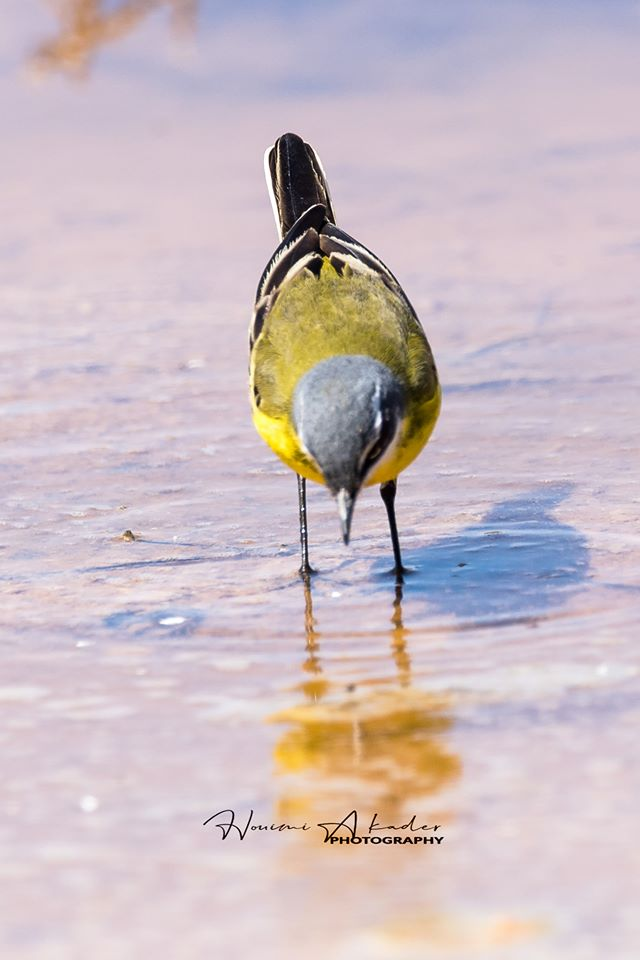
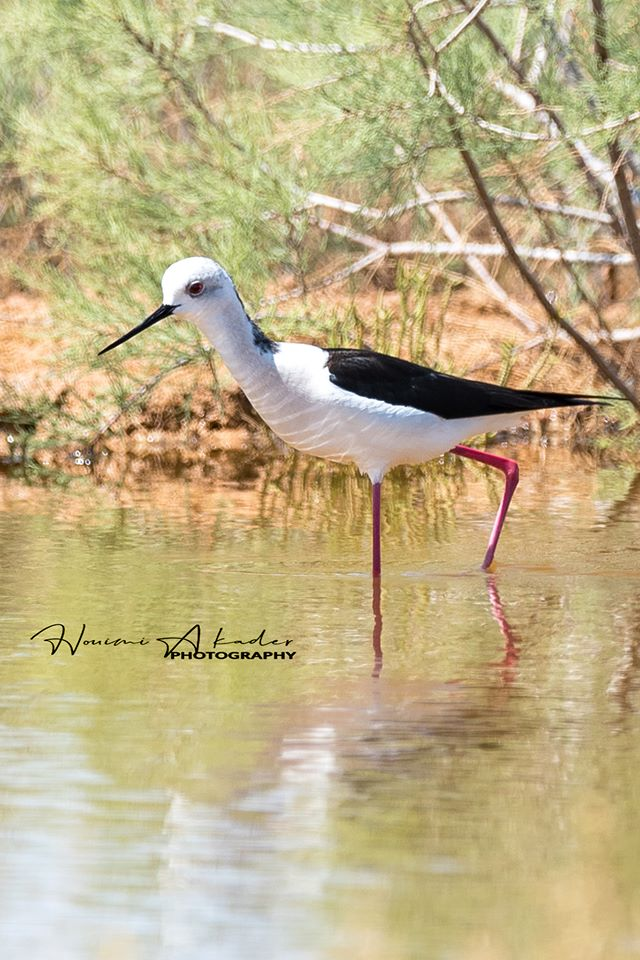
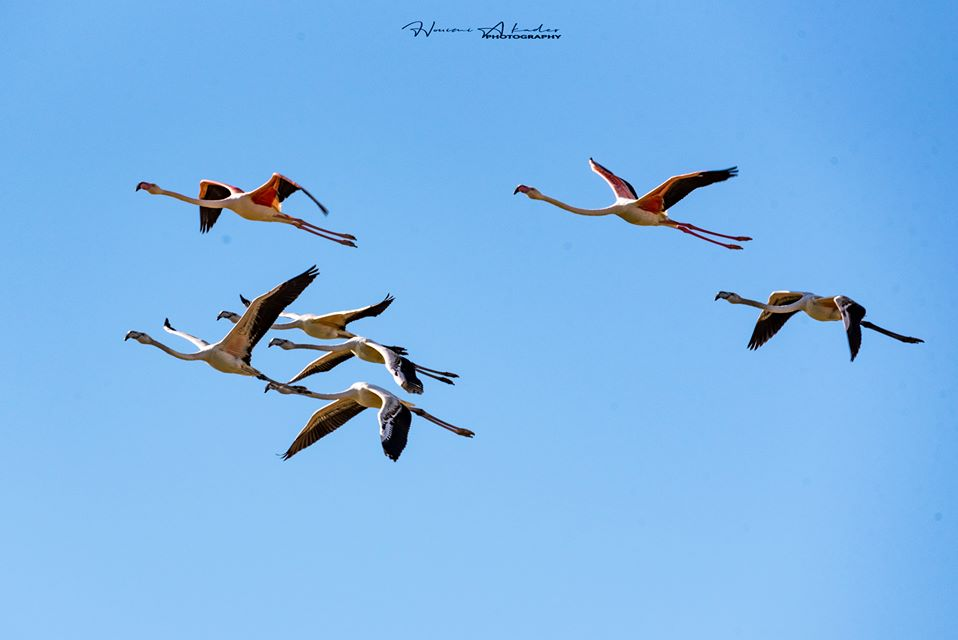
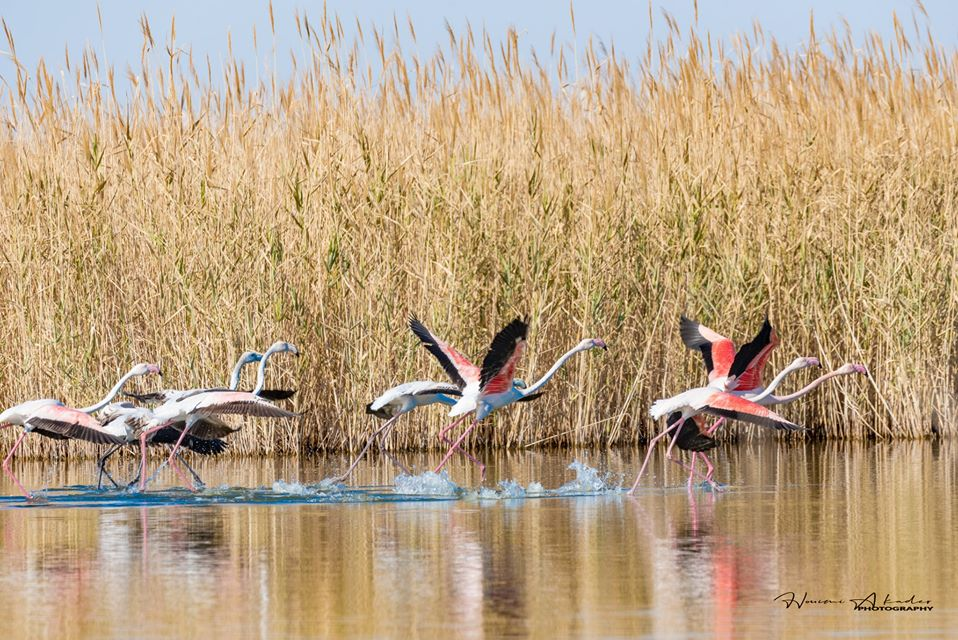
النحام الوردي
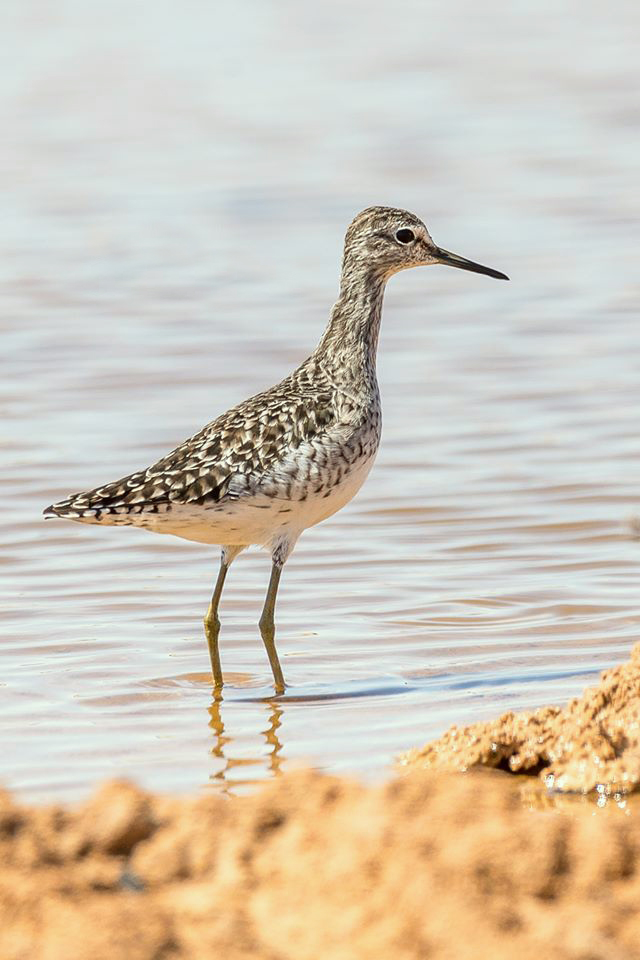
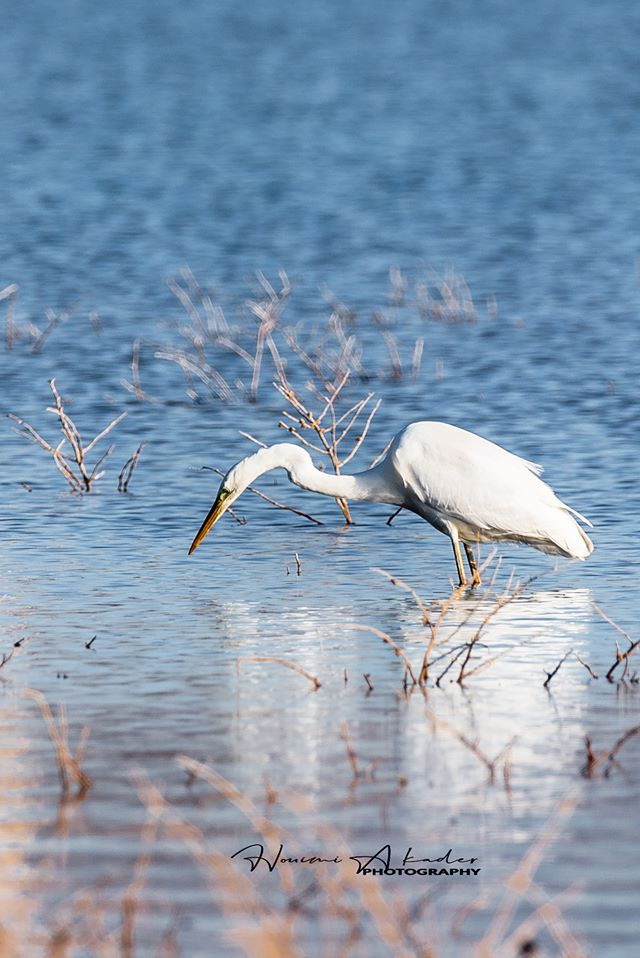
بلشون البقر

## وصلة خارجية
- شط مروان